# Edeyrnion
Edeyrnion fu un distretto rurale nel Merionethshire, Galles, dal 1894  (creato dal Local Government Act) al 1974, quando fu abolito, diventando parte del distretto del Glyndwr, nel Clwyd. Edeyrnion fu anche un antico cantref e piccolo regno gallese della Britannia altomedievale che prese il nome dal sovrano Edeirn.
Nominalmente, Edeyrnion fece parte del regno del Powys, anche se spesso fu soggetto alle intrusioni del vicino regno del Gwynedd. Da ciò scaturirono continui scontri di frontiera tra i due regni. Alla fine Edeyrnion fu occupata e annessa dal Gwynedd al tempo di re  Llywelyn Fawr, anche se tornò poi in mano al Powys dopo il trattato stipulato nel 1240 con l'Inghilterra dopo la morte di Llywelyn Fawr. Dopo il 1267 il Gwynedd riconquistò l'Edeyrnion, che poi tornò di nuovo in mano al Powys. Le dispute continuarono e l'appello di Llywelyn Ein Llyw Olaf ap Gruffydd al sovrano inglese Inghilterra per risolvere questi contrasti portò all'imposizione della Legge gallese che fu una delle principali cause per cui i principati del Galles settentrionale furono incapaci di opporsi in modo unitario all'Inghilterra e della guerra tra Gwynedd e Inghilterra, che porterà alla fine dell'indipendenza gallese. 